# Nyctemera tripunctaria
Nyctemera tripunctaria is een beervlinder uit de familie van de spinneruilen (Erebidae). De wetenschappelijke naam is gepubliceerd in 1758 door Linnaeus in de tiende editie van Systema naturae.